# One Love: The Very Best of Bob Marley & The Wailers
One Love: The Very Best of Bob Marley & The Wailers is een compilatiealbum van de Jamaicaanse reggaegroep Bob Marley & The Wailers, uitgebracht in 2001 door Island Records.

## Nummers
| Nr. | Titel                            | Van album                           | Duur |
| --- | -------------------------------- | ----------------------------------- | ---- |
| 1.  | Stir It Up                       | Catch a Fire                        | 3:36 |
| 2.  | Get Up, Stand Up                 | Burnin'                             | 3:17 |
| 3.  | I Shot the Sheriff               | Burnin'                             | 3:52 |
| 4.  | Lively Up Yourself               | Natty Dread                         | 5:10 |
| 5.  | No Woman, No Cry (Live)          | Live!                               | 7:08 |
| 6.  | Roots, Rock, Reggae              | Rastaman Vibration                  | 3:37 |
| 7.  | Exodus (Single Version)          | Exodus                              | 4:29 |
| 8.  | Jamming                          | Exodus                              | 3:35 |
| 9.  | Waiting in Vain                  | Exodus                              | 4:11 |
| 10. | Three Little Birds               | Exodus                              | 3:00 |
| 11. | Turn Your Lights Down Low        | Exodus                              | 3:39 |
| 12. | One Love/People Get Ready        | Exodus                              | 2:52 |
| 13. | Is This Love                     | Kaya                                | 3:52 |
| 14. | Sun Is Shining                   | Kaya                                | 4:57 |
| 15. | So Much Trouble in the World     | Survival                            | 4:00 |
| 16. | Could You Be Loved               | Uprising                            | 3:55 |
| 17. | Redemption Song (Band Version)   | Originele versie op Uprising        | 3:37 |
| 18. | Buffalo Soldier (Single Version) | Confrontation                       | 2:44 |
| 19. | Iron Lion Zion                   | Natural Mystic: The Legend Lives On | 3:09 |
| 20. | I Know a Place (Single Remix)    | Onuitgebracht                       | 3:19 |

| Nr. | Titel                             | Van album               | Duur |
| --- | --------------------------------- | ----------------------- | ---- |
| 1.  | Concrete Jungle                   | Catch a Fire            | 4:13 |
| 2.  | Burnin' and Lootin'               | Burnin'                 | 4:15 |
| 3.  | Rebel Music (3 O'Clock Roadblock) | Natty Dread             | 6:45 |
| 4.  | Jah Live                          | Jah Live (single)       | 4:16 |
| 5.  | Positive Vibration                | Rastaman Vibration      | 3:34 |
| 6.  | Smile Jamaica                     | Iron Lion Zion (single) | 3:14 |
| 7.  | Natural Mystic                    | Exodus                  | 3:28 |
| 8.  | Punky Reggae Party                | Jamming (single)        | 6:52 |
| 9.  | Satisfy My Soul                   | Kaya                    | 4:30 |
| 10. | Africa Unite                      | Survival                | 2:54 |
| 11. | Coming In from the Cold           | Uprising                | 4:30 |
| 12. | Rastaman Live Up!                 | Confrontation           | 5:23 |
| 13. | Who Colt the Game                 | Onuitgebracht           | 3:16 |

## Hitnoteringen
| One Love: The Very Best of Bob Marley & The Wailers in de Nederlandse Album Top 100 - binnen: 26-05-2001 | One Love: The Very Best of Bob Marley & The Wailers in de Nederlandse Album Top 100 - binnen: 26-05-2001 | One Love: The Very Best of Bob Marley & The Wailers in de Nederlandse Album Top 100 - binnen: 26-05-2001 | One Love: The Very Best of Bob Marley & The Wailers in de Nederlandse Album Top 100 - binnen: 26-05-2001 | One Love: The Very Best of Bob Marley & The Wailers in de Nederlandse Album Top 100 - binnen: 26-05-2001 | One Love: The Very Best of Bob Marley & The Wailers in de Nederlandse Album Top 100 - binnen: 26-05-2001 | One Love: The Very Best of Bob Marley & The Wailers in de Nederlandse Album Top 100 - binnen: 26-05-2001 | One Love: The Very Best of Bob Marley & The Wailers in de Nederlandse Album Top 100 - binnen: 26-05-2001 | One Love: The Very Best of Bob Marley & The Wailers in de Nederlandse Album Top 100 - binnen: 26-05-2001 | One Love: The Very Best of Bob Marley & The Wailers in de Nederlandse Album Top 100 - binnen: 26-05-2001 | One Love: The Very Best of Bob Marley & The Wailers in de Nederlandse Album Top 100 - binnen: 26-05-2001 | One Love: The Very Best of Bob Marley & The Wailers in de Nederlandse Album Top 100 - binnen: 26-05-2001 | One Love: The Very Best of Bob Marley & The Wailers in de Nederlandse Album Top 100 - binnen: 26-05-2001 | One Love: The Very Best of Bob Marley & The Wailers in de Nederlandse Album Top 100 - binnen: 26-05-2001 | One Love: The Very Best of Bob Marley & The Wailers in de Nederlandse Album Top 100 - binnen: 26-05-2001 | One Love: The Very Best of Bob Marley & The Wailers in de Nederlandse Album Top 100 - binnen: 26-05-2001 | One Love: The Very Best of Bob Marley & The Wailers in de Nederlandse Album Top 100 - binnen: 26-05-2001 | One Love: The Very Best of Bob Marley & The Wailers in de Nederlandse Album Top 100 - binnen: 26-05-2001 | One Love: The Very Best of Bob Marley & The Wailers in de Nederlandse Album Top 100 - binnen: 26-05-2001 | One Love: The Very Best of Bob Marley & The Wailers in de Nederlandse Album Top 100 - binnen: 26-05-2001 | One Love: The Very Best of Bob Marley & The Wailers in de Nederlandse Album Top 100 - binnen: 26-05-2001 | One Love: The Very Best of Bob Marley & The Wailers in de Nederlandse Album Top 100 - binnen: 26-05-2001 | One Love: The Very Best of Bob Marley & The Wailers in de Nederlandse Album Top 100 - binnen: 26-05-2001 | One Love: The Very Best of Bob Marley & The Wailers in de Nederlandse Album Top 100 - binnen: 26-05-2001 | One Love: The Very Best of Bob Marley & The Wailers in de Nederlandse Album Top 100 - binnen: 26-05-2001 | One Love: The Very Best of Bob Marley & The Wailers in de Nederlandse Album Top 100 - binnen: 26-05-2001 |
| Week | 1 | 2 | 3 | 4 | 5 | 6 | 7 | 8 | 9 | 10 | 11 | 12 | 13 | 14 | 15 | 16 | 17 | 18 | 19 | 20 | 21 | 22 | 23 | 24 | |
| --- | --- | --- | --- | --- | --- | --- | --- | --- | --- | --- | --- | --- | --- | --- | --- | --- | --- | --- | --- | --- | --- | --- | --- | --- | --- |
| Nummer                                                                                                   | 21 | 8 | 5 | 6 | 3 | 4 | 9 | 10 | 11 | 11 | 9 | 10 | 7 | 7 | 15 | 23 | 31 | 41 | 34 | 42 | 65 | 73 | 80 | 96 | uit |

Bob Marley · Junior Braithwaite · Beverley Kelso · Bunny Wailer · Peter Tosh · Cherry Smith · Constantine "Vision" Walker · Earl "Chinna" Smith · Aston Barrett · Joe Higgs · Earl Lindo · Carlton Barrett · Al Anderson · Alvin Patterson · Junior Marvin · Donald Kinsey · Tyrone Downie · I Threes (Rita Marley · Marcia Griffiths · Judy Mowatt)